# Асорда
Асорда (порт. açorda) — блюдо португальской кухни, представляющее собой суп на основе хлеба с различными добавками. Асорда не имеет строго определённого состава. Это блюдо популярно по всей стране и может включать в себя различные ингредиенты в зависимости от региона. Наиболее распространенным вариантом является асорда а алентежана (порт. açorda à alentejana), характерная для Алентежу. Её базовыми ингредиентами являются мелко нарезанный хлеб, чеснок, оливковое масло, соль и различные пряные травы (чаще всего кинза), которые смешиваются и толкутся, добавляются к хлебу, а затем заливаются кипятком, после чего блюдо настаивается некоторое время. В асорду также могут добавляться, например, яйца пашот, креветки или треска, а в некоторых вариантах вместо воды может быть использован бульон.